# Dryopteris × tokudai
Dryopteris × tokudai là một loài dương xỉ trong họ Dryopteridaceae. Loài này được Sugim. mô tả khoa học đầu tiên năm 1958.
Danh pháp khoa học của loài này chưa được làm sáng tỏ. 